# Heresiologia
A heresiologia (do grego antigo háiresis "escolha" no sentido Bíblico de adotar falsas crenças; logos "estudo") é uma das áreas da teologia sistemática que tem por finalidade combater ensinos considerados heréticos aos ensinamentos ortodoxos de uma fé religiosa. A história da igreja está marcada por uma sucessão de heresias, desde a sua constituição institucional logo que, desde muito cedo, já se encontravam heresias soteriológicas, cristológicas, trinitárias etc. Segundo os cristãos, o surgimento das seitas e heresias remete a um dos sinais do fim dos tempos sobre os quais alertou Jesus Cristo e seus apóstolos.